# 阿列克謝·米哈伊洛維奇

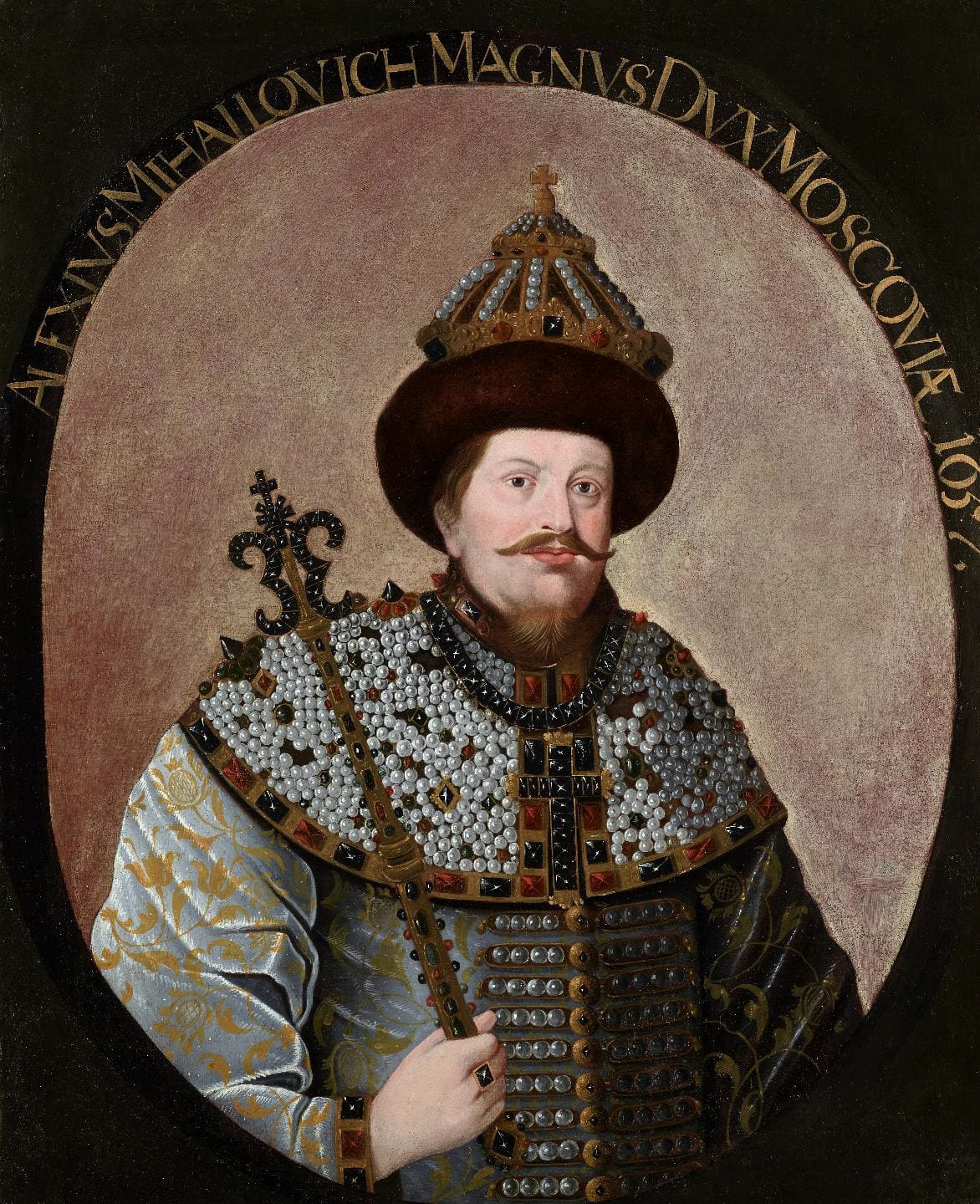
阿列克谢·米哈伊洛维奇

阿列克谢·米哈伊洛维奇（Алексей Михайлович Тишайший；1629年3月19日—1676年1月29日，1645年－1676年在位），是俄国沙皇米哈伊尔一世的长子。

## 生平
即位时因年幼而未親政，由贵族姻亲鲍里斯·伊凡诺维奇·莫罗佐夫攝政。
由于莫罗佐夫的政策是加强国家的财政压榨，1648年莫斯科爆发了反对征收高额盐税的市民起义。1649年召开的全俄缙绅会议批准了新的法典（《会议法典》）。根据这部法典，追捕逃亡农奴的期限为无限期。贵族和修道院所有的享有免税待遇的村落也被征收赋税。在这种情况下，1650年发生了普斯科夫和诺夫哥罗德的起义。
阿列克谢·米哈伊洛维奇时期的经济政策，一般是维护商人的利益，振兴工业活动。可是对农民的剥夺日益强化，财政搜刮也加强了。1662年莫斯科发生铜币起义，1670—1671年发生了斯捷潘·拉辛的农民起义。1654年起全俄罗斯东正教大牧首尼孔开始宗教改革，反对宗教改革的旧礼仪派（分离派）遭到主流派的清除。
对外方面，1654年獲得左岸烏克蘭，由此爆发与波兰的战争。最终確立了對東乌克兰的宗主權和影響力。但是与此同时对波罗的海方向的扩张则没有获得成功。
阿列克谢·米哈伊洛维奇虔信宗教，但是前后两个妻子所生的儿女并不和睦。
阿列克谢取得西伯利亞，去世時国家的领土面积增长至810万平方千米，使俄羅斯成為橫跨歐亞的大帝國。

## 皇室

### 皇后
- 玛丽亚·米罗斯拉夫斯卡娅（英语：Maria Miloslavskaya）（1648年成婚，1669年薨）
- 納塔利婭·基里洛芙娜·納雷什金娜（1671年成婚，1694年崩）

### 皇子
1. 德米特里·阿列克謝耶維奇（英语：Tsarevich Dmitry Alexeyevich of Russia）（1648年－1649年），母玛丽亚
2. 阿列克谢·阿列克謝耶維奇（英语：Tsarevich Alexei Alexeyevich of Russia）（1654年－1670年），母玛丽亚
3. 费奥多尔三世（1661年－1682年），母玛丽亚
4. 西麥·阿列克謝耶維奇（英语：Tsarevich Simeon Alexeyevich of Russia）（1665年－1669年），母玛丽亚
5. 伊凡五世（1666年－1696年），母玛丽亚
6. 彼得一世（1672年－1725年），母娜塔莉

### 皇女
1. 葉夫多基亞（英语：Tsarevna Yevdokia Alekseyevna of Russia）（1650年－1712年），母玛丽亚
2. 馬爾法（英语：Tsarevna Marfa Alekseyevna of Russia）（1652年－1707年），母玛丽亚
3. 安娜（1655年－1659年），母玛丽亚
4. 索菲亚（1657年－1704年），母玛丽亚
5. 葉卡捷琳娜（英语：Tsarevna Catherine Alekseyevna of Russia）（1658年－1718年），母玛丽亚
6. 瑪利亞（英语：Tsarevna Maria Alekseyevna of Russia）（1660年－1723年），母玛丽亚
7. 费奥多西娅（英语：Tsarevna Feodosia Alekseyevna of Russia）（1662年－1713年），母玛丽亚
8. 叶夫多基娅（1669年生，同年殤），母玛丽亚
9. 纳塔利娅（英语：Natalya Alexeevna）（1673年－1716年），母娜塔莉
10. 费奥多拉（1674年－1677年），母娜塔莉

| 阿列克謝·米哈伊洛維奇 羅曼諾夫王朝出生于：1629年3月9日逝世於：1676年1月29日 | 阿列克謝·米哈伊洛維奇 羅曼諾夫王朝出生于：1629年3月9日逝世於：1676年1月29日 | 阿列克謝·米哈伊洛維奇 羅曼諾夫王朝出生于：1629年3月9日逝世於：1676年1月29日 |
| 統治者頭銜                                                                  | 統治者頭銜                                                                  | 統治者頭銜                                                                  |
| --------------------------------------------------------------------------- | --------------------------------------------------------------------------- | --------------------------------------------------------------------------- |
| 前任： 米哈伊爾一世                                                         | 俄羅斯沙皇國沙皇 1645年－1676年                                             | 繼任： 費奧多爾三世                                                         |

1. ↑  賀允宜 <俄國史> P148起